# El Bagre
El Bagre es un municipio de Colombia, localizado en la subregión del Bajo Cauca del departamento de Antioquia. Limita por el norte con el departamento de Bolívar, por el sur con los municipios de Segovia y Zaragoza, y por el oeste con los municipios de Zaragoza, Caucasia y Nechí. 

## Historia

### Fundación
La verdad es que el actual municipio de El Bagre no obedece a una fundación como las de otras poblaciones, ya que su origen fue ocasionado por la llegada de una empresa minera que se asentó en lo que más tarde se convirtió en el caserío llamado Bijao, debido a que los techos de las casas eran de hojas de esa planta, .- Más tarde, y a raíz de numerosas invasiones y de la misma necesidad de mano de obra de la empresa minera, el pueblo creció y el 30 de octubre de 1979 la Asamblea de Antioquia, mediante la Ordenanza 22 lo erigió en Municipio de Antioquia.- De manera que fundación como tal no la hubo y por lo tanto no hubo fundador.-
Nombre del/los fundador (es): Fernando Alcántara Ramírez
- Reseña histórica

La historia del municipio de El Bagre está ligada indiscutiblemente a la historia de Zaragoza y fundamentalmente a la explotación de oro que se remonta a la conquista española. De la misma forma la base poblacional y étnica obedece a este último y en forma general a la relación directa que hubo entre explotación minera y esclavismo.
Antes de que en 1.653 se hiciera la primera mención de El Bagre, ya Zaragoza había recorrido casi un siglo, lleno de migraciones continuas que tenían relación directa con la explotación minera.

### Hacia la municipalización
La creación del municipio de El Bagre se remonta entonces a la figura jurídica nacida en la reforma constitucional del plebiscito de 1.958, según la cual el legislador primario reconoce la existencia de dos partidos políticos en Colombia, (Frente Nacional). En las condiciones previas a esta se trataba de complacer a los feudos políticos en las veredas y corregimientos con algún valor electoral y económico.
Así pues, los líderes de El Bagre, ante la negativa de los concejales de Zaragoza de acceder a la presidencia del concejo municipal, decidieron organizar una junta que genera en una ordenanza que llevó a crecer el municipio. El Municipio de El Bagre es creado legalmente mediante la Ordenanza N.º 22 del 30 de octubre de 1979, que dice así:
“Por la cual se crea el Municipio de El Bagre”
La Asamblea Departamental de Antioquia, en uso de sus atribuciones constitucionales y legales, especialmente las conferidas por los Artículos 187 de la Constitución Nacional y 3.º, de la Ley 14 de 1969.
Ordena
Artículo 1.º. Créase el Municipio de El Bagre, el cual se segrega del Municipio de Zaragoza. Y más adelante dice:
Artículo 7.º. Esta ordenanza rige a partir del 1 de enero de 1980.
Posteriormente con la Ordenanza N.º 1 del 14 de octubre de 1981, se fijan los nuevos límites municipales, luego de pasar un área al municipio de Nechí, quedando con una extensión territorial de 1563 km².
Para lograr un acercamiento a la estructura básica de la historia del municipio de El Bagre, es indudable que también se debe hacer referencia a tres espacios sociales que dan fundamento a todo lo que hasta aquí se ha planteado Guamocó, Puerto Claver y Puerto López.
Este municipio está ubicado a 50 metros sobre el nivel del mar y tiene un clima tropical con una temperatura que oscila entre los 28 y 30 grados centígrados . Cuenta con una extensión de 1.563 km² y su economía se basa en el oro, la plata, la ganadería, el arroz y la madera.

## Geografía
El Bagre es uno de los seis municipios de la subregión del Bajo Cauca del
departamento de Antioquia, situado a 326 kilómetros de la ciudad de Medellín. Su
extensión es de 1.563 km², de los cuales solo 10,8 km² se encuentran urbanizados,
constituyéndose el área restante en zona rural, Con relación a las fronteras, limita por el norte con el municipio de
Nechí; por el sur con los municipios de Zaragoza y Segovia, por el este con las
serranías de San Lucas y Santa Bárbara en el departamento de Bolívar; por el 
occidente con los municipios de Caucasia y Zaragoza. La cabecera municipal se
encuentra ubicada a orillas del río Nechí, en la
confluencia con el río Tigüí, el cual es afluente del río Nechí y éste del río Cauca.
Su altura sobre el nivel del mar es de 50 m. El clima es cálido y muy húmedo, con un período seco más o menos prolongado. El periodo de lluvias comienza en abril
y se prolonga hasta el mes de noviembre, interrumpiéndose por pequeños veranos
entre julio y agosto. Los factores que determinan el clima se caracterizan por
precipitaciones que varían entre 2.400 y 4.000 milímetros, temperaturas entre 26 y
36 °C y una humedad relativa que supera el 80%

### Topografía
La topografía de El Bagre es ligeramente quebrada hacia el oriente y plana hacia el sur
y occidente; entre los accidentes orográficos se destacan el cerro El Almendro y los
altos Urudurú y Urabá. Los riegan ríos y quebradas afluentes del río Nechí, entre ellos
los ríos Amacerí, Torcoral y Bagre, y las quebradas Ucurú, Villa y Urapá.
Se encuentra ubicado entre la parte baja de la cuenca del río Nechí y la serranía de
San Lucas. Dentro de este territorio se presentan básicamente tres formas de
superficie terrestres: la planicie aluvial, las colinas y las montañas. La planicie aluvial y
las colinas se han visto afectadas por la minería aluvial que practica la empresa
Mineros S.A y a su vez las colinas han sufrido degradación debido a la mediana
minería.
El municipio cuenta con las zonas de bosque húmedo tropical (bh-T) y bosque muy
húmedo pre-montano (PBOT, 2009, pág. 171). En general, en la subregión del Bajo
Cauca el 97,8 % del territorio es de pisos térmicos cálidos y el 2% de pisos medios. 
Prácticamente no posee pisos térmicos fríos y carece de páramos (Plan Estratégico
Subregional del Bajo Cauca, 2011- 2020).
El municipio posee gran riqueza hídrica; por su territorio cruza el río Nechí, el cual nace
en el municipio de Yarumal y cuenta con una longitud de 270 km hasta desembocar en
el río Cauca. Sus principales cuencas son la de los ríos Tigüi y Amacerí y las
quebradas Villa, Santa Isabel, El Guamo y San Pedro (PBOT, 2009). Además, cuenta
con las siguientes ciénagas: Amacerí, Pujador, San Carlos, Matanza, Portugal y San
Pedro las cuales han sido muy afectadas debido a la extracción minera.
Los suelos del municipio en términos generales presentan laderas que están entre el 0°
y los 45°, con zonas planas y colinadas en el 80% del territorio. En gran parte se
evidencia un alto problema de erosión, generado principalmente por la actividad
minera, la cual produce esterilización, pérdida de la capacidad productiva y
desestabilización de los suelos, al igual que una inversión de los perfiles y pérdida de
zonas con vocación agraria.
Las principales características físicas de los suelos son texturas variables, desde finas
hasta gruesas, moderadamente profundas y se presentan en gran parte del territorio
problemas de drenaje y de baja fertilidad. Según el (PBOT, pags.183-184). Las
asociaciones de suelos que se presentan en el territorio son:
- Asociación Samán.
- Asociación Tarazá.
- Asociación El Real.
- Asociación Cáceres.
- Asociación Margarita.
- Asociación Zaragoza.
- Asociación Remedios.
- Asociación Arango - La Vega - Nechí.

## División político-administrativa
Su Cabecera municipal se encuentra dividida en los barrios: 20 de julio, Casaroja, Cinco familia, Comodatos de Arriba, Cornaliza, El Progreso, La Esmeralda, La Floresta, Diez Familias, El Alto, La Victoria, Las Delicias, Los Ángeles, Metrópolis, Nueva Granada, Playa Rica, El Bosque, Portugal, Porvenir, Primero de Mayo, Pueblo Nuevo, Ochoa Casita, San José, Sector Americano, Piedras Blancas, Villa del Socorro, La Vega, Provivienda.

### Corregimientos
El Bagre tiene bajo su jurisdicción varios centros poblados, que en conjunto con otras veredas, constituye los siguientes corregimientos:
| Corregimiento | Centros Poblados | Veredas |
| Puerto Claver | - Puerto Claver  | Altos de Sabalito, Amacerí, Arenales, Boca del Guamo, Chiritá, El Castillo, El Guachí, El Oso, El Pital, La Aduana, La Arenosa, La Bamba, La Llana, La Primavera, La Rica, Las Claras, Medios de Manicería, Mellizos, Muqui, Río Viejo, Sabalito Sinaí, San Carlos, San Pedro, Santa Bárbara, Santa Barbarita, Santa Margarita, Santa Rosa y Santa Teresa. |
| Puerto López  | - Puerto López   | Alto del Berrugoso, Arenas Blancas, El Pedral, El Socorro, La Bonga, Las Negritas, Chaparrosa, Negras Intermedias, San Cayetano, Villa Grande, Villa Hermosa. |

## Vías de comunicación
- Aéreas: aeropuerto El Tomin

- Fluviales: Zaragoza - El Bagre - Caucasía - El Bagre - Nechi - El Bagre.

- Terrestres: Zaragoza - El Bagre - Caucasía - El Bagre.

El Bagre se encuentra a una distancia de 284 kilómetros de Medellín.
1. La ruta desde Medellín es: Medellín, Bello, Copacabana, Girardota, Barbosa, Porcesito, Cisneros, Yolombó, Remedios, Segovia Zaragoza, El Bagre.
2. La otra ruta es mucho más rápida y segura y es: Medellín, tomar la troncal longitudinal del norte, Bello, Santa Rosa de Osos, Los llanos de Ciuvá, Yarumal (opcional si se desea entrar), Valdivia (si se desea entrar), Tarazá, y Caucasia, (pero antes de llegar a esta población, hay que tomar la troncal de la Paz, cruzando el río Cauca), luego Buenos Aires y por último, cruzar el río Nechi, este recorrido tiene una duración de 8 horas por carretera pavimentada.
3. La tercera y mejor ruta todavía es: saliendo de Medellín del aeropuerto Olaya Herrera, tomar un avión y se llega al aeropuerto Medardo Castañeda, antes llamado el Tomín., este vuelo dura 45 minutos.

## Demografía
Población Total: 51 862 hab. (2018)
- Población Urbana: 32 823
- Población Rural: 19 039

Alfabetismo: 79.8% (2005)
- Zona urbana: 83.6%
- Zona rural: 72.0%

### Etnografía
Según las cifras presentadas por el DANE del censo 2005, la composición etnográfica del municipio es: 
- Mestizos & Blancos (87,3%)
- Afrocolombianos (10,7%)
- Indígenas (2,0%)

### Componente poblacional
Analizar las características poblacionales y demográficas en la elaboración de un perfil
productivo cobra importancia en la medida en que permite dar una idea de la población en
edad para trabajar, así como conocer sus condiciones socioeconómicas como las
coberturas en salud, educación y servicios públicos.

### Dinámica de la población
La evolución de la población en el municipio de El Bagre demuestra que pasó de 32.973
personas en 1990 a 48.211 en el 2011. La población ubicada en la zona de cabecera
pasó de 21.021 a 25.747 y en la zona rural o resto de 11.952 a 22.464, como lo muestra
el Gráfico 5.
En tasas de crecimiento para el periodo 1990 - 2000 se presentó un aumento del 34.19%,
para el periodo comprendido entre 2000 - 2010 la tasa de crecimiento fue del 8,20%, y,
finalmente, para el periodo 2010 - 2011 se presenta una tasa de crecimiento de tan solo
0,70%. Con relación a la participación de la población por localización geográfica, se tiene
que en promedio para el período de tiempo analizado, la población ubicada en la
cabecera representó el 56,9% del total; por su parte, la población ubicada en el resto
constituyó el 43,1%. 
Estas cifras indican que la población está creciendo a escalas importantes, este fenómeno
se debe probablemente a que el municipio es un lugar atractivo para laborar en la minería,
lo que es usufructuado por población de diferentes lugares de Colombia mediante la
migración y el posterior asentamiento en el municipio, el cual se hace principalmente en
zonas de alto riesgo y predios ilegales. A su vez, el carácter geoestratégico del municipio,
y su riqueza de recursos, lo hace atractivo para la llegada de grupos ilegales que buscan
financiación.
Si bien la población ha crecido a lo largo del periodo, es importante reconocer que, como
se verá más adelante en el apartado de población víctima, las dinámicas de
desplazamiento probablemente influyeron en la población del municipio, por el hecho que
este fue principalmente expulsor de población. Al respecto hay que tener claro que las
proyecciones del DANE no contemplan fenómenos coyunturales.
En el Gráfico 6 se puede observar la población del municipio discriminada por género
para el período comprendido entre 2005 - 2011. Según las proyecciones realizadas por el
DANE (2005), puede evidenciarse que la población se distribuye de manera similonichan hasta la muerte
El Bagre es reconocido por hacer parte de la cultura paisa que predomina en la región, sin embargo, también es el municipio más poblado por inmigrantes del departamento de Córdoba y regiones vecinas debido a la fuente de trabajo y al oro que se encuentra en la población según El DANE en el 2005.

## Economía
La economía de El Bagre está basada primero en la minería, luego en la tala de árboles y la agricultura. El municipio de El Bagre es el primer productor de oro de todo el departamento de Antioquia aunque la extracción de plata también es importante en el municipio. El municipio siempre ha sido minero, junto con caucasia llegarían a ser la capital de la subregión puesto que tiene caucasia
- Minería: Oro, Plata
- Agricultura: Arroz, Pan
- Pesca
- Actividad Maderera
- Ganadería: En menor escala

## Perfil de actividades económicas y potencial de desarrollo
La actividad minera predomina en el municipio (entre el 80 y 85% de la dinámica
económica en El Bagre), la cual se explota a partir de aluviones. La segunda actividad es
la agrícola. La oferta de productos agrícolas es baja, se encuentra por ejemplo yuca, arroz
tradicional, plátano y maíz. Dentro de la oferta ha venido ganando peso el cacao y el
caucho, considerándose cultivos permanentes en el municipio y la región del Bajo Cauca.
Como complemento a estas actividades se realiza en menor medida la ganadería y la
piscicultura. Otra actividad especial es la explotación de los bosques con fines
comerciales, debido a la característica del suelo en el municipio ya que en su mayoría es
bosque, lo que lo hace atractivo para este tipo de actividades (PBOT, 2009). A
continuación se realizará una descripción de las principales actividades económicas.

### Minería
Con relación a las áreas de explotación, según el PBOT entre 2001 y 2009, éstas se han
desarrollado en tres grandes zonas. La primera, corresponde a la parte más occidental,
los depósitos aluviales de los ríos Nechí y Tigüi; la zona central corresponde al batolito de 
Segovia y finalmente se encuentra la zona oriental, conformada por rocas metamórficas.
El PBOT señala que la zona correspondiente a los depósitos aluviales de los ríos ha sido
explotada por la empresa Mineros, siendo la única explotación aurífera permanente que
se clasifica en el rango de explotación de “Gran minería”, correspondiente a una
explotación superior a una tonelada por año. La zona central, por su parte, ha sido
explotada por pequeña minería y minería de subsistencia, la cual se desarrolla sobre
depósitos aluviales que drenan esta zona y en filones asociados al batolito de Segovia.

Convenio con el Proyecto FAO - Mana y las administraciones municipales de El Bagre, Nechí y Zaragoza
Este convenio estableció 240 huertas productivas de autoconsumo, con el objetivo de
mejorar la seguridad alimentaria para las comunidades rurales de los municipios incluidos
en el programa. Dentro del marco del convenio se seleccionaron y se sensibilizaron a las
familias beneficiarias para iniciar el proyecto. La empresa realizó el diagnóstico de las
condiciones sociales, culturales y económicas con el objetivo de priorizar otros proyectos
productivos que puedan ser útiles para las comunidades.
Por otro lado, la empresa es consciente de los efectos negativos que causa el desarrollo
de su actividad, por lo que dentro de su responsabilidad social también se encuentran
proyectos dirigidos a preservar el medio ambiente y a su vez generar empleo en las zonas 
afectadas por la minería. Actualmente la empresa apoya proyectos ambientales como los
siguientes:
- Proyecto caucho
- Parcelas agroforestales
- Programa de reforestación
- Programa de recuperación de humedales

## Educación
Este apartado se desarrollará en cuatro partes. En primer lugar, se realizará una
descripción de la Tasa Bruta de Escolaridad (TBE) y la Tasa de Cobertura Neta (TCN); en
segundo lugar, se presentará una breve descripción de la cantidad de estudiantes
matriculados por localización, género y grado escolar; en tercer lugar, la oferta de
programas de educación superior y formación para el trabajo. Finalmente, se hará
mención a la promoción del emprendimiento en el municipio.
En cuanto a la cobertura en educación, de acuerdo a la TBE, se presenta la siguiente
evolución para los distintos niveles (Gráfico 29). Para el nivel de preescolar, el cual
comprende la población de 5 años, la TBE pasó de 21,50% en el 2000 a 77,83% en el
2006 y finalmente se ubicó en 107,99% en el 2011. Lo anterior, corresponde a una tasa
de crecimiento de 267% entre 2000 y 2006 y de 38,75% entre 2006 y 2011. Por su parte,
el nivel de primaria, correspondiente a la población entre 6 y 10 años, pasó de una TBE
equivalente a 105,30% en 2000 a 108,89% en 2006 y posteriormente alcanzó 148,61% en
2011; esto implica un aumento igual a 3,40% entre 2000 y 2006 y un posterior crecimiento
de 36,47% entre 2006 y 2011.
Con relación al nivel de básica secundaria, que hace alusión a la población entre 11 y 14
años, la TBE pasó de 48,60% en 2000 a 67,70% en 2006 y finalmente se ubicó en
83,50% en 2011. Esto equivale a una tasa de crecimiento de 39,30% entre 2000 y 2006 y
de 23,3% entre 2006 y 2011. Por último, con respecto al nivel de educación media, el cual
comprende la población entre 15 y 16 años, la TBE pasó de 36,50% en 2000 a 35,52% en
2006 y en 2011 alcanzó un valor de 42,78 %. Esto es, se presentó una caída de 2,68%
entre 2000 y 2006 y un aumento de 20,43% entre 2006 y 2011.
Gráfico 29. Tasa Bruta de Escolaridad (TBE) para el periodo entre 2000 y 2011
Fuente: Elaboración propia a partir de información de los Anuarios Estadísticos de Antioquia entre,
2000 y 2011
Nota: En el 2005 no se encuentra disponible la tasa bruta de escolaridad desagregada para
educación básica secundaria y media.
En seguida se describe el comportamiento del ciclo de educación secundaria y media
(Gráfico 30). En este gráfico se observa que para todos los años del periodo analizado, la
tendencia fue la misma presentada en los grados de educación primaria, es decir, en ella
se aprecia que para el grado sexto, se presenta una matrícula superior para cada uno de
los años, característica que comienza a cambiar a partir del séptimo grado con una caída
paulatina de matriculados a medida que avanza el nivel escolar. Lo anterior, es el reflejo
de la deserción de los jóvenes de los grados superiores que se agudiza para el grado
undécimo por lo cual los en los jóvenes no culminan sus estudios de bachillerato.
Gráfico 30. Estudiantes matriculados por grados desde sexto a undécimo en el
periodo entre 2002 y 2011
Fuente: Elaboración propia a partir de datos del SIMAT (Ministerio de Educación Nacional).

### Oferta de programas de educación superior
Los programas ofrecidos en el municipio de El Bagre evidencian una oferta que intenta
estar relacionada con la vocación económica del territorio. En el municipio se encuentran
dos instituciones principalmente: el Servicio Nacional de Aprendizaje (SENA) de carácter
público y la Universidad Minuto de Dios de carácter privado. Cabe señalar que una
seccional de la Universidad de Antioquia se encuentra ubicada en el municipio de
Caucasia, a 1 hora de El Bagre.
El municipio cuenta con el complejo tecnológico para la gestión agro empresarial del
SENA, el cual ofreció formación titulada en los siguientes programas durante el 2012:
“Construcción de viviendas modulares en madera” y “Aprovechamiento y beneficio del
cultivo del caucho natural”, ambos en modalidad técnica y con una duración de 12 meses.
Los cursos ofrecidos en 2012 utilizan como base dos productos que se vienen explotando
de forma alternativa en el municipio: por un lado, se encuentra la madera, que por las
cualidades del suelo y al ser mayoritariamente bosque se presta para realizar las
plantaciones de forestal que la generan, para la posterior comercialización en
construcción y otros tipos de bienes; y por otro lado, se encuentra el cultivo de caucho, al
cual se le está apostando fuertemente en la región, debido a que se está utilizando mano
de obra de población desmovilizada y tiene como fin reemplazar los cultivos ilícitos
(Oficina de las Naciones Unidas contra la Droga y el Delito, 2009). Otro aspecto para
destacar es que el aumento de la producción de caucho permite disminuir la importación
de materias primas, que se utilizan en la industria para muchos productos de exportación.
El programa en “Manejo de viveros” resulta importante, ya que, según entrevista
sostenida con el director del SENA – seccional El Bagre, está dirigido especialmente a
población desplazada. Se prevé con el programa la elaboración de abonos para terrenos
que buscan ser reforestados.
La Universidad Minuto de Dios, clasificada como una institución privada de educación
superior, que tiene presencia en el municipio ofrece programas que si bien no
representan una incidencia directa con la vocación económica del municipio, si son
alternativas para la generación de ingresos como la administración de empresas como
opción para incorporar procesos administrativos y contables al sector minero y
agropecuario.

## Salud
Para analizar el tema referente a la seguridad social se utilizó la Base Única de AfiliadosActivos
(BDUA) de 2012, que provee del Ministerio de Salud, es la base que contiene la
información de los afiliados plenamente identificados y de los distintos regímenes del
Sistema de seguridad social en salud (régimen subsidiado, contributivo y regímenes
especiales)
Al analizar la población desplazada que se encuentra afiliada a seguridad social en el
régimen subsidiado, ésta llegó a un total de 715 personas correspondientes al 1,42% de
las afiliaciones en 2012. Al desagregar por género, se registraron 377 afiliaciones de
mujeres y 338 de hombres.
Con respecto a la población desplazada femenina, afiliada a seguridad social, se
encuentra que la población mayor o igual a 18 años y menor de 44 años fue el rango de
edad que más afiliadas tuvo en el año, con un total de 142 mujeres, seguido por la
población mayor de 5 años hasta los 15 con un total de 122.
Para el caso de población masculina en situación desplazamiento se presenta el caso
inverso, ya que lidera el rango de mayor de 5 años hasta los 15 años con 133
afiliaciones, y en segundo lugar el rango de edad de 18 años y menor de 44 años con 97
afiliaciones.
La población rural del municipio registró un total de 7.798 afiliaciones, de las cuales 4.056
correspondieron a mujeres y 3.742 a hombres, lo que en porcentajes equivale al 52% y
47,98% respectivamente.
2
25
133
21
97
42
18 4
52
255
45
239
84
36
0
50
100
150
200
250
300
< a 1 año >1 años a 5
años
>5 años a 15
años
>15 años a
<18 años
>= 18 años a
44 años
>44 años a 59
años
>= 60 años
Hombres
Mujeres
Total
50
Una mirada más detalla evidencia que la población rural de mujeres mayores o iguales
de 18 años y menores de 44, presentaron el mayor número de afiliaciones con un total de
1.643, lo que equivale a un 40,50% de los registros de mujeres en la zona rural. En
segundo lugar, se encuentra la población mayor a 5 años y menor de 15 años con un
registro de 818 afiliaciones lo que corresponde al 20,16% (Gráfico 28).
Para el caso de la población masculina que vive en zona la rural del municipio, se observa
un comportamiento similar al de población femenina, ya que lideran el registro las
personas de rango mayor o igual a 18 años y menor de 44 con un total de 1.643 lo que
equivale al 43,90% del total, seguido por la población masculina mayor a 5 años y menor
de 15 años con un total de 818 registros equivalente al 21,83 %. 
En el momento el municipio se encuentra sin médicos para la prestación de servicios de salud debido a vil asesinato del Dr Cristian Arteaga generando la renuncia masiva de los otros profesionales médicos que aducen no tener garantías suficientes para su seguridad y el ejercicio de su profesión. 

## Fiestas y semanas culturales
- Fiestas Patronales de la Virgen del Carmen, fiesta emblema del municipio, en julio 16
- Festival de la Cometa, agosto 13 al 15
- Fiesta y semana cultural de la Cultura, octubre 25 al 31
- fiestas del oro, la cultura y el reenacer bagreño
- fiestas patronales del divino niño (20 de julio)
- fiestas patronales de nuestra señora del perpetuo socorro (las delicias)
- fiestas de corraleja
- Fiestas del nueve de septiembre San Pedro Claver.

## Sitios de interés
- Parque Principal
- Iglesia Nuestra Señora del Carmén
- Monumento del Crucifijo
- Unidad deportiva Rafith Rodíguez
- CAM Centro administrativo municipal
- Estadero Villa Palma

Destinos ecológicos
- Quebrada Villa Abajo, para camping y pesca
- Quebrada y Estadero Villa Bomba, piscina natural
- Quebrada Santa Isabel.
- Salto El Perico, cascada de más de 85 metros de altura.
- Estadero Villa Palma
- Estadero La Finca
- Quebrada Las Neveritas – Sendero ecológico.
- Quebrada La Lucha, Quebrada de Porra.
- Saltillo Quebrada Luis Cano.
- Quebrada Las Dantas.
- Quebrada Santa Isabel.
- Piscina Natural Las Claritas

- piscina doña Ricasuela.

## Símbolos

### Escudo de El Bagre
El escudo simboliza el empuje de los bagreños hacia el progreso y la Paz.
En el hemisferio izquierdo, está el nombre del Municipio, El Bagre.
En el hemisferio derecho el número del Municipio en el departamento.
En el hemisferio superior la palabra educación que debe ser inculcada a cada bagreño.
En el hemisferio inferior como base donde reposa este escudo, acompañado de las herramientas de los mineros la palabra progreso, que es la base del municipio.
En el centro un ave con la palabra Paz, rodeada de cuernos de oro que simboliza la riqueza de la región.

### Bandera de El Bagre
La bandera del Municipio consta de dos franjas:
Franja superior: Amarillo, riquezas de la región.
Franja Inferior: Verde, sus extensas praderas.

### Himno
Coro
Viva El Bagre la tierra querida, que mi cuna meció con amor
grato suelo que añoro por siempre paz y vida, grandeza y valor.
I.
Cuando el sol se dibuja en el alba y te besa su luz matinal,
brilla el oro en tu seno fecundo, patria amada regalo de Dios.
II.
A tus ríos caudales de vida, a tus valles remansos de paz,
hoy cantemos alegres tu nombre Bagre mío, mi pueblo y mi hogar...
Autor (Texto o letra): Jaime Arismendy Díaz.
Compositor: Alfonso Hernández.

## Estructura organizacional municipal
| El Bagre     | El Bagre    | El Bagre                   |
| Departamento | Código DANE | Categoría municipal (2023) |
| ------------ | ----------- | -------------------------- |
| Antioquia    | 05250       | Cuarta                     |

- Personería: Es un centro del Ministerio Público de Colombia que ejerce, vigila y hace control sobre la gestión de las alcaldías y entes descentralizados; velan por la promoción y protección de los derechos humanos; vigilan el debido proceso, la conservación del medio ambiente, el patrimonio público y la prestación eficiente de los servicios públicos, garantizando a la ciudadanía la defensa de sus derechos e intereses.

El actual Personero municipal es Vacante.
- Concejo Municipal: Es la suprema autoridad política del municipio. En materia administrativa sus atribuciones son de carácter normativo. También le corresponde vigilar y hacer control político a la administración municipal. Se regulan por los reglamentos internos de la corporación en el marco de la Constitución Política Colombiana (artículo 313) y las leyes, en especial la Ley 136 de 1994 y la Ley 1551 de 2012.

Constituido por 15 concejales por un periodo de 4 años.
- Alcaldía Municipal: En esta se encuentra la administración municipal y las entidades descentralizadas del municipio.

| Dependencias de la administración | Dependencias de la administración |
| --- | --- |
| - Despacho del Alcalde - Director Local de Salud - Director operativo de desarrollo rural - Secretaría de Gobierno - Secretaría de Hacienda - Secretaría de Planeación y Obras Públicas | - Secretaría de Tránsito y Movilidad - Secretaría de Educación - Secretaría de Salud y Protección Social - Dirección de Desarrollo Comunitario - Casa de la Cultura - UMATA - Técnico Sisben |

El alcalde se pronuncia mediante decretos y se desempeña como representante legal, judicial y extrajudicial del municipio. El actual alcalde municipal es Marcos Trespalacios Bulloso (2024-2027), elegido por voto popular.
- 'JAL'.

## Servicios públicos
- Energía Eléctrica: EPM, es la empresa prestadora del servicio de energía eléctrica.
- Gas Natural: Surtigas es la empresa distribuidora y comercializadora de gas natural en el municipio.